# زعفرانیه (سبزوار)
زعفرانیه، نام دهکده‌ای توریستی از توابع بخش مرکزی شهرستان سبزوار، استان خراسان رضوی، ایران است که در ۳۵ کیلومتری جاده سبزوار - نیشابور قرار دارد.
رودخانهٔ دائمی کالشور سبزوار از جنوب این این روستا می‌گذرد.

## جاذبه‌های تاریخی
زعفرانیه دارای ۶ اثر تاریخی ثبت شده در آثار ملی ایران است. این آثار عبارتند از:
- کاروانسرای زعفرانیه
- یخچال کلانتر
- قلعه کهنه
- چاپارخانه زعفرانیه
- حمام زعفرانیه
- آب‌انبار زعفرانیه

## جمعیت
این روستا در دهستان رباط قرار داشته و بر اساس سرشماری سال ۱۳۸۵ جمعیت آن ۲۳۲ نفر (۷۰ خانوار)
بوده‌است.

## جستارهای وابسته

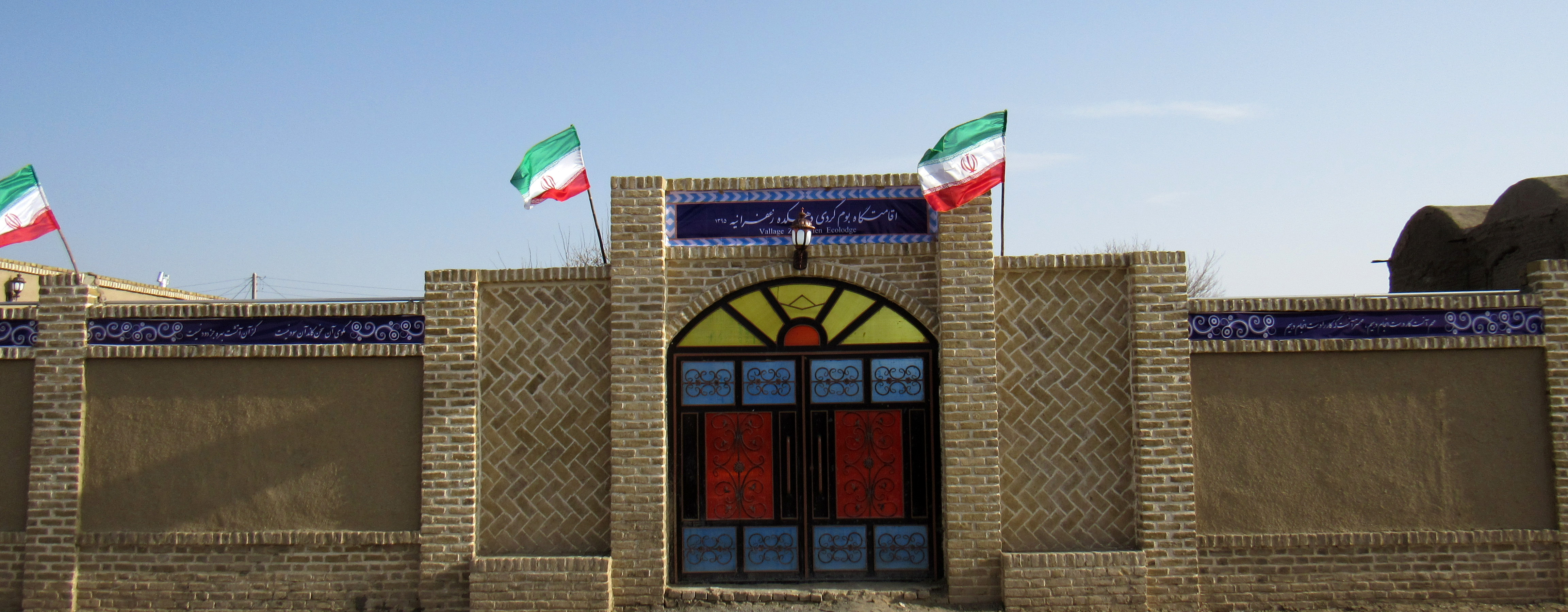
اقامتگاه بومگردی زعفرانیه